# 得胜街道 (大连市金州区)
得胜街道，是中华人民共和国辽宁省大連市金州区下辖的一个乡镇级行政单位。

## 行政区划
得胜街道下辖以下地区：
新胜社区、新得社区、江家村、林家村、东金村、西金村、宋家村、得胜村、缸窑村、西沟村、魏家村和东马村。